# Danimir Ažman
Danimir Ažman, slovenski smučar in partizan, * 20. marec 1921, Ljubljana, † 3. avgust 1943, Lajše, Železniki.

## Življenjepis
Rodil se je v Ljubljani v delavski družini. Po končani osnovni šoli se je izučil za krojača pri Ferdinadu Jocifu v Stražišču. Pred vojno ni pripadal nobeni politični stranki, bil pa je solidaren s stavkajočimi pri stavki krojaških pomočnikov. Včlanil se je v Sokolsko društvo v Kranju. Ukvarjal se je s smučanjem in smučarskimi skoki. Bil je član ljubljanske Ilirije. 
Okupacijo je dočakal v Kranju. Aprila 1943 je bil vpoklican v nemško vojsko, a se na poziv ni odzval. Odšel je v Gorenjski odred, v enoto, ki je delovala na Jelovici. Pri opravljanju naloge v patroli je prišel v Lajšah v zasedo in bil ubit.